# Пиккио, Ана Мария
Ана Мария Пиккио (исп. Ana María Picchio; 30 марта 1946, Буэнос-Айрес, Аргентина) — аргентинская актриса

 театра и кино.

## Биография
Она дебютировала в 1969 году в фильме «Breve cielo» и на сегодняшний день имеет более 50 ролей в кино и на телевидении. За роль в этом фильме она получила приз за Лучшую женскую роль на 6-м Московском международном кинофестивале.